# お局探偵 亜木子&みどりの旅情事件帳
『お局探偵 亜木子&みどりの旅情事件帳』（おつぼねたんてい あきことみどりのりょじょうじけんちょう）は、1997年から2003年までフジテレビ系「金曜エンタテイメント」で放送されたテレビドラマシリーズ。全6回。西村京太郎の推理小説が原作。主演は斉藤慶子と久本雅美。
2人の雑誌記者、寺内亜木子（斉藤慶子）と林みどり（久本雅美）が事件に挑む。
第4作は旅先での事件ではないため、『お局探偵・亜木子&みどりの純情事件帳』というタイトルになっている。

## キャスト

### 月刊誌「リテラ」編集部（第1作 - 第3作） → 「就職マガジン」編集部（第4作 - 第6作）
寺内亜木子
演 - 斉藤慶子
記者。独身。
林みどり
演 - 久本雅美
カメラマン。第4作で田辺祥二と婚約し、第5作で結婚している。第6作では夫婦仲もマンネリ気味になっている。
山本佐知恵
演 - 山村紅葉
編集部員。第4作から小料理屋の女将になっている。
松井オサム
演 - 杉崎宏哉（第1作）、高橋修宏（第2作・第3作）
編集部員。
田島誠吾
演 - 若林豪
編集長。

### その他
田辺祥二
演 - 野沢トオル（第4作 - 第6作）
みどりの夫。警視庁経理部。

### ゲスト
第1作「軽井沢に消えた女 お見合いパーティーが呼ぶストーカー連続殺人…別荘の庭は血みどろの死体農場」（1997年）
- 小池敏夫（会計士） - 梨本謙次郎
- 星野由香（月刊誌「リテラ」編集部記者・亜木子とみどりの後輩） - 山下葉子
- 速水（警視庁国際捜査課 刑事） - 藤堂新二
- 阿部慎一郎（結婚相談所「グレースプランニング」社員） - 千田孝康
- 三村（自動車ディーラー） - 小松正一
- 諸岡（若い刑事） - 榎本芳之
- 大竹 - 磯秀明
- 佐伯（お見合いパーティー参加者） - 鈴木義男
- 咲坂（お見合いパーティー参加者） - 成瀬富久
- 小池朝子（敏夫の母） - 南田洋子
- 庄司良江（結婚相談所「グレースプランニング」社長） - 日向明子
- 新藤謙吉（弁護士） - 鶴田忍

第2作「不要のダンナ下取りします!?不倫体質は蜜の味…魔性の女を転落死させた黒い影」（1998年）
- 春日ゆう子（新星電機 社員・亜木子の大学時代の友人） - 鳥越マリ
- 大森真由美（弥生の助手） - 立花理佐
- 江口啓子（江口の妻） - 佐藤恵利
- 川島美代子（川島の妻） - 渡辺康子
- 杉原弥生（弥生メンタルクリニック 院長） - 木村理恵
- 春日敏江（ゆう子の母） - 木村翠
- 甲野宏之（ゆう子の婚約者） - 出雲崎良
- 川島丈郎（陶芸家） - 山本學
- ボーイ - 植村恵
- 海老原健介（海老原探偵事務所 所長） - 小川喬也
- 白井圭祐（世田谷西警察署 刑事） - 伊吹剛
- 三竹専造（新星電機 社長） - 川合伸旺
- 江口慶一郎（新星電機 秘書課長・ゆう子の上司） - 江藤潤

第3作「安房小湊に消えた女」（2000年）
- 香田美佳（恵美子の娘・かおりの異父姉） - 三浦理恵子
- 和田かおり（和田と恵美子の娘・1か月前転落死） - 三浦理恵子（二役）
- 山下幸介（仙台から上京） - 山崎銀之丞
- 久保豊（クラブ「ギルティ」オーナー） - 西川忠志
- 岡崎宏子（美容師・かおりの大学時代の友人） - 冨樫真
- 片山徹（弁護士） - 内田健介
- 佐々木明夫（税務署員） - 佐藤二朗
- 美穂（美容師・宏子の同僚） - 光井みほ
- レナード・アッシュ（リトニア大使館 書記官） - フランク・ケリー
- 通行人 - まさき博人
- 槙田純一郎（渋谷西警察署 刑事） - 藤堂新二
- ホテル支配人 - 南條豊
- 和田健三（和菓子屋「和田屋」店主） - 山田吾一
- 和田恵美子（和田の妻） - 岩本多代
- 渡辺江里子

第4作「復讐のウェディングドレス 血塗られた結婚式に集まった謎の出席者達全員がニセモノ!? 5年前の焼死事件に秘められた復讐が始まる…」（2001年）
- 深見和樹（フリーライター） - 三浦浩一
- 中平真梨子（中平の娘・有田の花嫁） - 杉山彩子
- 長倉保（エキストラ事務所所属） - 遠藤征慈
- 永松圭子（クラブホステス・有田が付き合っていた女性） - 小林香織
- 徳寺寛（中平の秘書） - 草川祐馬
- クラブ従業員 - 佐藤正宏
- エステサロン従業員 - 和泉ちぬ
- 宮司 - 野上正義
- 看護師 - 阿部桐子
- 刑事 - 市川楓人
- 男性スタッフ - 元気安
- 女性スタッフ - 清水ひとみ
- 森本美佐子（5年前ひき逃げされ植物状態） - 西尾景子
- 川久保順平（塾講師） - 小沢和義
- 中平敬二郎（光洋エロクトロニクス 経営者） - 中野誠也
- 有田恭一（ベンチャー企業経営者・本名「一ノ瀬直人」） - 西村和彦
- 丸山秀美、鶴岡修、正源敬三（3ガガヘッズ）、寺田奈美江、カウンタックーズ

第5作「東京－伊豆 連続殺人 〜人気女優 復讐のシナリオ〜 人気女優伊豆で誘拐…映画の台本通りに連続殺人発生!! 10年前の悲劇に隠された秘密」（2002年）
- 小野今日子（女優・映画「ミステリックス」のマネージャー役・里佳の実母） - 秋野暢子
- 坂井里佳（新人女優・映画「ミステリックス」のヒロイン役・今日子の実娘） - 貫地谷しほり
- 三浦怜治（カメラマン） - 峯のぼる
- 犬山竜彦（プロデューサー） - 本田博太郎
- 堤（里佳のマネージャー） - 福本伸一
- 橋爪（静岡県警 刑事） - 団時朗
- 沢木誠司（沢木プロ 社長） - 田中健
- 梅垣義明、下元史朗、蔵内秀樹、浅見小四郎、森雅晴、椿鮒子、工藤時子

第6作「スパイスは死の香り 若女将をめぐる恐怖の三角関係」（2003年）
- 宮口麻子（七沢温泉の老舗旅館「玉川館」女将・浜口の元恋人） - 大路恵美
- 酒井みゆき（麻子の幼馴染・浜口の恋人） - 伊藤裕子
- 東山一哉（刑事） - 藤堂新二
- 鷹取憲三（大室の部下） - 小市慢太郎
- 前原康介（七沢温泉の老舗旅館「玉川館」番頭） - 吉田智則
- 浜口功（広告代理店勤務の独身貴族） - 川本淳市
- 大室喜四朗（食品会社社長） - 神山繁
- 森川正太、大島蓉子、横山あきお、飯塚俊太郎、山崎バニラ

## スタッフ
- 原作 - 西村京太郎
- 脚本 - 福田靖
- 監督 - 松島稔
- 技術協力 - 映広
- 企画 - 河合徹（フジテレビ）、荒井昭博（フジテレビ）、金井卓也（フジテレビ）
- プロデューサー - 津島平吉（東宝）、阿部謙三（東宝）
- 制作 - フジテレビ、東宝

## 放送日程
| 話数 | 放送日        | サブタイトル | 原作                                                      | 脚本   | 監督   | 視聴率 |
| ---- | ------------- | --- | --------------------------------------------------------- | ------ | ------ | ------ |
| 1    | 1997年9月26日 | 軽井沢に消えた女 お見合いパーティーが呼ぶストーカー連続殺人… 別荘の庭は血みどろの死体農場                                    | 「サロベツ原野で死んだ女」 （「都電荒川線殺人事件」所収） | 福田靖 | 松島稔 | 20.5%  |
| 2    | 1998年7月31日 | 不要のダンナ下取りします!? 不倫体質は蜜の味…魔性の女を転落死させた黒い影                                                     | 「愛は死の影の中で」 （「環状線に消えた女」所収）         | 福田靖 | 松島稔 | 17.4%  |
| 3    | 2000年4月21日 | 安房小湊に消えた女 | 「LAより哀をこめて」 （「環状線に消えた女」所収）         | 福田靖 | 松島稔 | 19.8%  |
| 4    | 2001年5月25日 | 復讐のウェディングドレス 血塗られた結婚式に集まった謎の出席者達全員がニセモノ!? 5年前の焼死事件に秘められた復讐が始まる…     | 「南伊豆殺人事件」                                        | 福田靖 | 松島稔 | 19.2%  |
| 5    | 2002年6月28日 | 東京－伊豆 連続殺人 〜人気女優 復讐のシナリオ〜 人気女優伊豆で誘拐…映画の台本通りに連続殺人発生!! 10年前の悲劇に隠された秘密 | 「誘拐の季節」                                            | 福田靖 | 松島稔 | 15.6%  |
| 6    | 2003年6月06日 | スパイスは死の香り 若女将をめぐる恐怖の三角関係                                                                              | 「愛と死 草津温泉」 （「青に染まる死体 勝浦温泉」所収）   | 福田靖 | 松島稔 | 14.6%  |

- 視聴率はビデオリサーチ調べ、関東地区・世帯